# Deronectes fairmairei
Deronectes fairmairei är en skalbaggsart som först beskrevs av Leprieur 1876.  Deronectes fairmairei ingår i släktet Deronectes och familjen dykare. Inga underarter finns listade i Catalogue of Life.